# エン・メン・ドゥル・アナ
エン・メン・ドゥル・アナ（En-men-dur-ana、Emmeduranki）は、古代メソポタミア、シュメールの王。
シッパルのエン・メン・ドゥル・アナは、シュメール王名表にシュメール王朝以前（紀元前2900年頃）の7代目の王として記されている。21,000年の間統治したとされる。

## 概要
エン・メン・ドゥル・アナは「Dur-an-kiの権力者の長」の意で、「Dur-an-ki」とは天地の集会所（上下の絆）を意味する。
シッパルは太陽神ウトゥ（後にセム語でシャマシュと呼ばれる）の崇拝と関連していた。シュメールとバビロニアの文献によると、シッパルの創始者はウトゥであったとされている。
セム語で書かれた神話には、エン・メン・ドゥル・アナがその後、シャマシュ神とアダド神に連れられて天に召され、天と地の秘密を教えられたという話がある。エン・メン・ドゥル・アナは水の上の油を調べる方法、動物の肝臓の中のメッセージを見分ける方法といった占いの技術や、幾つかの神聖な秘密を教えられた。
エン・メン・ドゥル・アナは、太陽神の全ての司祭が子孫を辿ることができるようにしなければならない祖先であったとして、シュメールの先住人の間で重要な意味を持っていた。
シュメール王名表にあるエン・メン・ドゥル・アナは以下のような関連性があることから創世記の系図にあるエノクと結びつくことがある。
両名とも長寿のante-diluvianの家長の表の7番目の名である。
エン・メン・ドゥル・アナはシッパル（太陽崇拝と結びついていた）と結びついおり、エノクの寿命は太陽年の日数（365日）と同じ365年。